# Тарпорлийский вазописец
Тарпорлийский вазописец — анонимный греческий вазописец, работавший в технике краснофигурной вазописи в Апулие. Его работы датируются первой четвертью IV века до нашей эры. Тарпорлийский вазописец — первый вазописец, который изобразил Флиаки на вазе.

## Творчество
Тарпорлийский вазописец — наиболее важный представитель своей эпохи, так называемого «простого стиля». Считается, что он был учеником и преемником вазописца Сизифа, о чем свидетельствуют его элегантные фигуры женщин и юношей с тонкими конечностями и торжественным выражением лица. Голова фигур часто овальная и наклонена вперед. Одежду Тарпорлийский вазописец рисовал в стиле менее сбалансированном, чем вазописец Сизифа. Пространство между фигурами Тарпорлийский вазописец часто наполнял цветами, ветвями или лозой. Со временем его стиль рисования становится более гибким, но менее точным.
Среди его работ встречаются преимущественно колоколоподобные кратеры, на которых он изображаются темы Диониса и театральные сцены. Тарпорлийский вазописец первым создал так называемые вазы-флиаки, вазопись которых сопровождалась написанием метрических стихов. Мифологические сцены встречаются очень редко.
Исследователи считают, что с Тарполийским вазописцем тесно связаны вазописец Долона, вазописец Шиллера, вазописец Хоппина, вазописец Карлсруэ B9 и Дижонский вазописец.